# 笑い

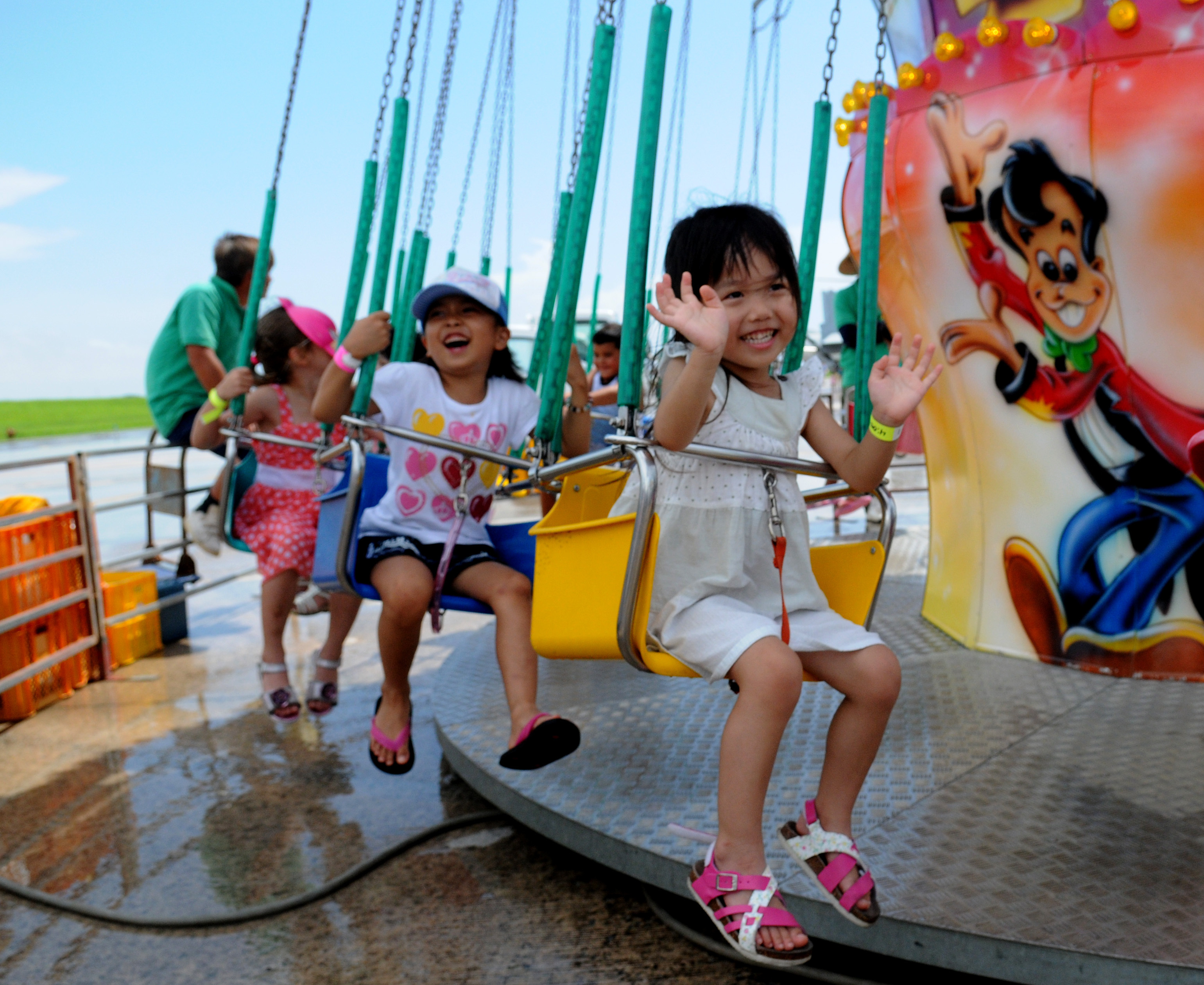
笑いは楽しさなどの感情表現である。回転ブランコに乗る子どもたち。

喜び涙を出しながら笑う絵文字。Unicode U+1F602

笑い（わらい）とは、楽しさ、嬉しさ、おかしさなどを表現する感情表出行動の一つ。笑いは一般的に快感という感情とともに生じ、感情体験と深くかかわっている。また、笑いは感情表現の中でも極めて特殊なものであり、すぐれて人間的なものである。一般的に動物の中で笑うのは人間だけである。怒り、悲しみなどの表現は動物にもあるが、笑いがすぐれて人間的である理由として、笑いには「笑うもの」と「笑われるもの」という分離があり、何かを対象化するという心の働きが必要となる。

## 概要

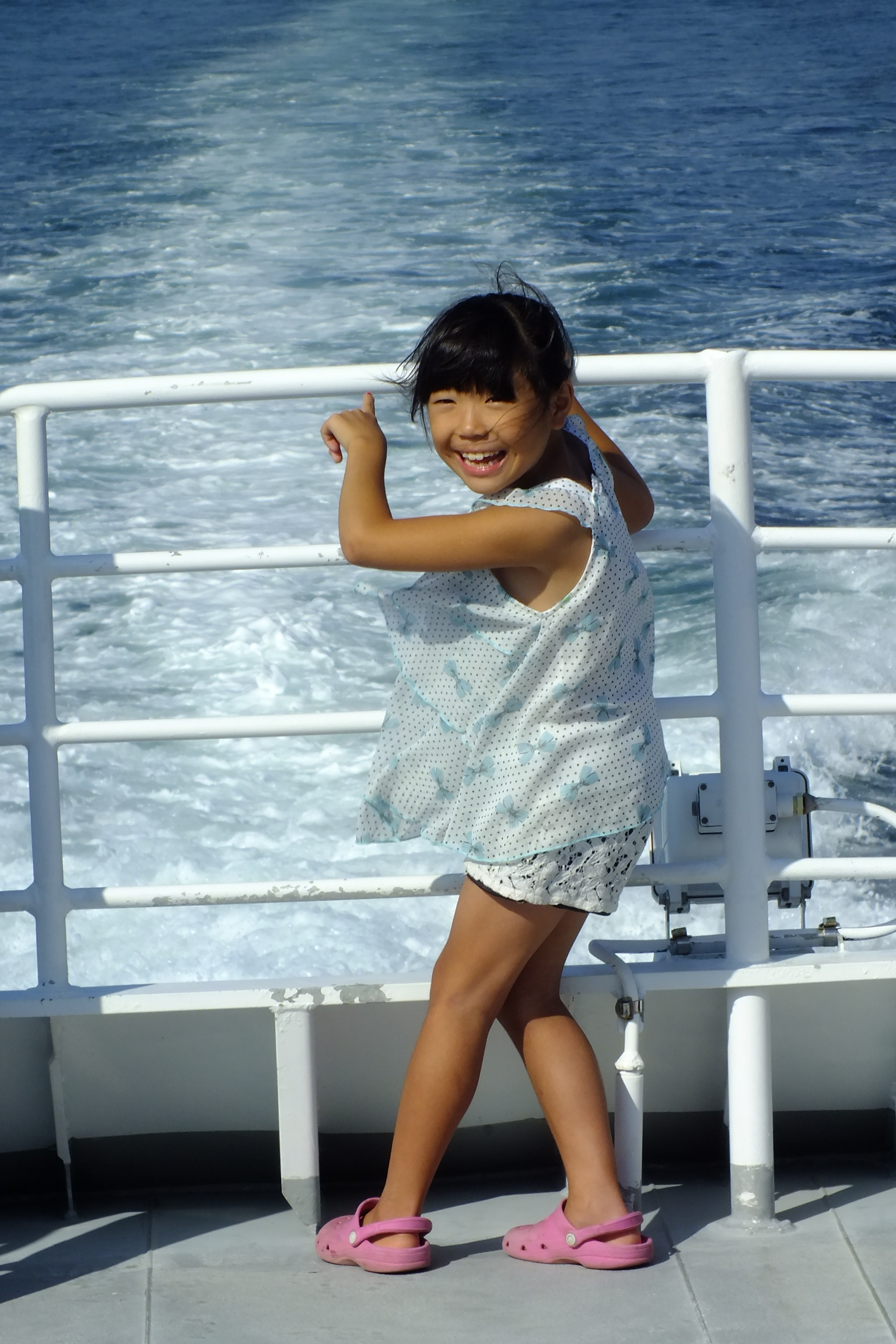
嬉しさを笑いで表現する少女。子供の無邪気な笑いは「対象化」とは無縁に見える。

人は笑うとき、ごく一般的には陽性の感情（快感）に伴って表情が特有の緊張をし（笑顔）、同時に特有の発声（笑い声）を伴う。通常は自分以外の対象があって、それから受ける印象に基づいてそれが好意的であれば表情に笑いが生じ、特に刺激的な場合には発声が伴う。さらに程度がひどくなると全身に引きつけるような筋肉の収縮が伴い、涙が出ることがある。人間はこのような表現を意識的に使い分けることができ、これにより微細な感情を表現する。たとえば、表情を変えずに笑い声だけをあげた場合、冷やかしや威嚇などの表現となり得る。否定的な意味合いを持つ笑いも存在する。また、自己を笑いの対象とする笑いには自嘲のように複雑な感情を伴うものもあり、自虐などとは区別される。

### 対象化
笑いが快感にだけ伴って起こるわけではないが、感情体験と深くかかわっていることは明白である。人間の心の働きを理性と感情という二分法に従えば、しばしば理性に価値が置かれ、感情は下に見られがちである。理性は人間特有のものであり、感情は動物的であるとされるためだが、このような考えに立つ人は感情を表出することははしたないと考え、それをできるだけ排除すべきと主張する。笑いがすぐれて人間的である理由として、笑いには「笑う者」と「笑われる者」という分離があり、その意味において何かを「対象化」する心の働きが存在する事実があると、心理学者の河合隼雄は指摘している。
この「対象化」は人間だけがなしうることで、自と他を明確に分離し、自が他を「対象」として見る。その際に、自分が対象に対し突然の優越を感じる際に笑いが生じると、トマス・ホッブスやマルセル・パニョルなどは主張した。河合は優越感と言ってしまうのには限定が強過ぎるが、笑うためには笑う主体がある程度の安定感を持つことが必要であるとし、不安定な時には恐怖や不安が先行するため「笑っている場合じゃない」という状況になると説明し、さらに優越とまではいかなくても、対象の中に見出した「ズレ」の感覚を楽しむとでも表現する方が広く笑いを説明しているのではないかとする。
この「対象化」には自分自身も含まれる点に特徴があり、自分自身の馬鹿げた考えを苦笑したりする際にも適用される。この対象化が必要とされる点において、それは感情に関わるものでありながら、人間のみに特徴的に出てくるものである。怒りの感情は、全体的状況に自分自身が入り込んでいるため、対象化は生じない。笑いは自然に生じるもので、考えや意志で引き起こしたりすることはできない。しかし、自然に生じるといってもある程度、心に余裕がないと出てこない。緊張の高い時のほか、何かに夢中になっているときにも笑いは生じない。真面目に物事に取り組み、緊張が高まっている状況下では、人間の自我がその状況の中に入り込み一体化することで、対象化が起こらない。あるいは、緊張感が高い状況下で、上手に人を笑わせる人がいると、笑いによって緊張がほどけ余裕が出、自分自身を対象化することができることもある。しかし、この場合に笑わせることができる人は、そのような状況からやや距離を置いて、安定してみていることができる人に限られる。
上記からわかるように、適切な「距離」を置くことは、笑いの必須条件であり、このような心理的距離をもてるのは、人間のみにできうることである。

## 生理的な効果
笑いによって自律神経の頻繁な切り替えが起こる。
- この結果、交感神経と副交感神経のバランスの状態が代り、副交感神経が優位な状態になる。
  - 副交感神経は、安らぎや安心を感じたときに優位で、副交感神経が優位な状態が続くとストレスが解消される。
  - 交感神経は、怒りや恐怖を感じたときに優位になる。したがって、その状態が続くとストレスの原因になる。
- 身体中の様々な器官に刺激が与えられる。
  - NK細胞（ナチュラルキラー細胞）が活性化し、ガンの予防や治療を促進させる。
    - 自律神経の頻繁な切り替えによる脳への刺激により、神経ペプチド（免疫機能活性化ホルモン）が全身に分泌される。NK細胞には神経ペプチドの受容体があり、NK細胞は活性化される。NK細胞は癌細胞などを攻撃する免疫細胞の一つである。

  - 糖尿病の治療にも有効であるとの研究がある。
- ストレスホルモンを減らし、善玉コレステロールを増やし、動脈の炎症を減らす効果がある[2]。

## 医学・脳神経科学的観点
顔の筋肉の活動という点で見ると、感情を伴う自発的な笑いと社会的な場面での微笑み（作り笑いや愛想笑いなど）とでは、使用される顔の筋肉が異なり、したがってそれをコントロールする神経機構も全く異なるため、明らかに区別されうる。自発的な笑いは無意識的な脳（大脳辺縁系）の反射作用により、眼窩の周りに張り巡らされた眼輪筋の収斂を伴うが、作り笑いや愛想笑いでは反射的な眼輪筋の収斂が起きない。脳卒中によって左半球の運動野に損傷があるため、顔の右半分が麻痺しているにもかかわらず、滑稽な話に反応して自発的に笑うと、その笑いは麻痺に罹る以前のものと少しも変わらない患者の例があり、情動状況で顔面の筋肉をコントロールする神経機構と、意思による随意的なものとは異なるということの一つの証拠とされている。
自律神経系との関わりという点で見ても、快の笑い、緊張緩和の笑い、社交上の笑いとでは異なることが分かる。大笑いすると顔が紅潮し涙が出たりするが、これらは副交感神経の活動が優位な状態にあり交感神経の活動は低下している。緊張緩和の笑いでは、最初に交感神経の活動が優位状態にありその後に副交感神経系優位となる。社交上の笑いでは、自律神経系の変化はあまり見られない。
脳科学において、知覚された感覚情報はすべて扁桃体に入力され、意識的な感情はこの扁桃体から前頭葉の新皮質へ向かう直接経路と、扁桃体から視床下部を介して身体へ送られたメッセージ（生理的変化）が体性感覚野にフィードバックされ前頭葉に転送される間接的経路とによって生まれることが分かっている。したがって笑いの表出も可笑しさの感情を意識に上らせる前頭葉の新皮質と、無意識の部分でその感情を生み出す扁桃体や視床下部などとの相互作用の結果と推測されている。
茸の一種であるワライタケなどに含まれるある種のアルカロイドは、強烈な笑い反応を引き起こすと同時に、あのまぎれもない精神的な「おかしみ」の感覚を数時間にわたって引き起こす。もう一つ似たような笑い反射を引き起こす身体刺激にくすぐりがあるが、こちらは精神的な「おかしみ」の感覚を伴わないのが普通である。それゆえ、くすぐり刺激はワライタケ刺激より「下位のレベルで笑いの回路に入力される」と、社会学者の木村洋二は分析している。
笑いは体に良い影響を及ぼすと言われるが、仮説の範疇を出ない。笑うことで頬の筋肉が働き、また動くことにより、ストレスが解消され、鎮痛作用たんぱくの分泌を促進させ、ストレスが下がることにより血圧を下げ、心臓を活性化させ、運動した状態と似た症状を及ぼし、血液中の酸素を増やし、さらに心臓によい影響を与えるなど、様々な説明がなされるが、科学的に実証されているわけではない。笑うと気分がよくなるなど、経験的には好ましい印象があることから、臨床においては、笑いの効用を期待して循環器疾患の治療過程に取り入れる試みもある。2019年に山形大学医学部は、滅多に笑わない人はよく笑う人に比べて死亡率が2倍にのぼり、脳卒中などの心血管疾患の発症率が高いことを発表したが、笑いと健康との疫学的調査では、方法面での制約から、レトロスペクティブなアプローチが用いられることが多く、マスコミを通して通して報道される研究結果の解釈は慎重に行わなければならない。
また、笑い発生の機序として、てんかん患者の「笑い発作」の症例から側頭葉と視床下部が笑いの起点となっていることが示唆されており、副交感神経系優位に伴う顔面神経核の働きにより強制的な笑顔が生じると考えられている。

## 笑いの分析
系統発生的に見ると、人間の笑いは、霊長類におけるコミュニケーションの手段から進化したものではないかと言われている。オランダの比較行動学者van Hooffは、サルにおける２種類の笑いの表情である劣位の表情と遊びの表情が、人間における笑いの表情に発展していったと説明している。サル社会において、劣位のサルが優位のサルに出会った時に示す無声の歯をむき出す「劣位の表情」が、人間における挨拶の際に示す微笑のような「社交上の笑い」(smile)に発展し、子ザルに多く見られる攻撃のない遊び場面で示すリラックスして口を開いている「遊びの表情」が、人間における「快の笑い」(laughter)へ進化したものであると考えている。
個体発生的に見ると、赤ちゃんが初めて見せる、授乳後の満足した笑いが「快の笑い」の始まりと考えられている。生後６ヶ月になると、母親や周囲の人間に対して見せる笑顔が彼らの笑いを誘うことを学習するようになり、この笑いによるコミュニケーションの成立が「社交上の笑い」の始まりと言われている。
よって系統発生的および個体発生的に見て人間の笑いは、「快の笑い」と「社交上の笑い」に二分することができる。医学博士の志水彰は更に、「緊張緩和の笑い」をこれに加えて三分することを提案している。
「快の笑い」は自己の欲求が充足される満足感や他者に対する優越感を覚えた時、更には事象間の不釣合いを感じた時に発生する。「社交上の笑い」は社会生活における対人関係の中で見られる。「緊張緩和の笑い」は、ストレスを感じる強い緊張状態から解放された時や、ある程度の緊張を伴うが後に無害なものと分かって安心し弛緩する時に生ずる笑いなどがある。
古代ギリシアの哲学者アリストテレスは、可笑しさを「他人に苦痛や害を与えない失策または不恰好」と定義し、笑いの本質は「他人を軽蔑し見下すことから生ずる快感、つまり優越感」であるとする「笑いの優位説」を打ち立てた。イギリスの哲学者ホッブスも同様に笑いの優越説を提唱し、笑いとは、他人の劣等性または過去の自分の劣等性と比較して、現在の自分の優越性を突如認識することから生ずる勝利の感情以外のなにものでもないと考えた。
ドイツの哲学者カントは、笑いをある張り詰めた期待がにわかに無に転化することよって生ずる一つの情動と捉えた。この考えは、束縛から解放されることで笑いが生ずるという点で「笑いの緊張解放説」と言われる。
日本の落語家の桂枝雀(2代目)も、落語を聞いて笑いが生ずるのは、非現実的な物語の世界でハラハラしていた客をサゲによって一瞬に現実へ連れ戻す時、最高潮に達した緊張が突然緩和されることによるとする、「笑いの緊張緩和説」を唱えた。
ドイツの哲学者ショーペンハウエルは「笑いの不一致説」を提唱した。彼によると、「笑い」はある概念と、これと関連して考えられた事物とが一致しないと突然分かったときに生ずるものであり、両者間の不一致の程度が大きいほど可笑しさの感情が増していくものなのである。
これに対し、イギリスの哲学者スペンサーは同じ不一致（不調和）でもその方向性によって異なるとし、予期していた小さな事柄が予期しない大きな事柄になった時（上昇的不調和）、その不調和に対して驚異を感ずるが、逆に大きな事柄から小さな事柄へ意識が不意に移行する時（下降的不調和）、その不調和に対して笑いが生まれると主張した。別の言い方をすれば、下降的不調和を感じた時、これまで蓄積された緊張が解放され、それが笑いという行為となって現れるということで、この点においてカントの提唱した「笑いの緊張解放説」に通ずるものがある。
ハンガリーの思想家ケストラーは、笑いの不一致説とは逆に、不一致なもの或いは関係のない別領域のものが同一平面状で結合する時でも笑いが起こるという、「笑いの二元結合説」を提唱した。
スコットランドの心理学者ベインは、自分よりも遥かに上位に位置する他者が自分と同じレベルあるいはそれ以下に転落する時に生まれる笑いは、優越感から来るものではなく、権威や威厳のある者や事柄が卑俗化することによって生ずるものであるとする、「笑いの卑俗化の理論」を提唱した。
フランスの哲学者ベルクソンは「笑い」という本のなかで笑いの記述法則を6つ提示し、笑いというものをより体系的に捉えようとした。
オーストリアの精神科医フロイトは、精神分析的立場から笑いの心理的メカニズムを説明する理論を「機知−その無意識との関係」という論文の中で展開した。フロイトは意識下に抑圧するための内的な力を心的エネルギーと呼び、超自我の検閲に引っかかるような攻撃的なもの（からかい・皮肉）や性的なもの（露出・猥褻）は理性による抑圧を受けているが、機知によってこの抑制が不要になれば心的エネルギーは節約され、その節約された分のエネルギーが笑いとなって消費される。滑稽やユーモアにも笑いの源泉となる快感を生じさせる作用があり、我々の認識活動には多くの表象を必要とするが、一つの動作または短い文句で済まされるような滑稽な場面では期待していたことが起きず、そのために準備していた多くの表象が不要となり、その分の心的エネルギーが節約され余ったエネルギーが笑いとして消費される。またユーモアのある動作や言葉は、怒りや苦痛、恐怖といった感情興奮を不要なものにしてしまうため、その分の心的エネルギーが節約されて笑いを生む。フロイトによる笑いの理論を簡潔に言うと、「心的エネルギーの消費が節約されることで快感を得、その節約された余分なエネルギーが笑いとなって放出される」または「節約された心的エネルギーの運動エネルギーへの変換」となる。
心理学者の柴原貞夫は、優越の笑いもまた、自分が相対的に相手よりも優位であると感じた瞬間、心的緊張力が低下するため、エネルギー転換による笑いが生ずると説明している。
精神科医の小此木啓吾は、強者の能動的な笑いと弱者の受動的な笑いを区別し、強者の笑いは笑うという点において加害者でありサディスティックな性質を持っているが、弱者の笑いは笑われるという点で被害者でありマゾヒスティックな性質の甘えや媚びへつらいの特徴がある。サディスティックな笑いは、優越感や勝利感を味わう時に生ずる自己中心的な性質があり、ナルシスム的快感を伴う。無意識に存在するいやな自分を他人に投射し、他人を笑いものにすることによっていやな自分への不快感や軽蔑を解消し、心理的優位性を感じ、自我感情の高まりを経験する。この笑いは自分自身に快感を与えてくすぐり続ける自己愛的活動とも言える。また、可愛い、愛しいものに対する笑いも、笑う側の優越者、支配者としてのナルシシズムの確認作用である。更に、社会的な笑いにも、お互いが自分自身をくすぐり合って快感を得るというナルシシズムの共有が存在すると指摘している。また、笑いは性的なものと極めて親密な関係にあり、くすぐられると可笑しさを感じ笑いとして表出されるが、性的な快感刺激を受けると興奮しその表出としてオルガズムを経験する。その関係から、笑いの源泉は「くすぐられ快感−笑い反射」という生得的に与えられた生理心理的な刺激−反応機構にあるとしている。
アメリカの心理学者エクマンとフリーセンは、微笑(smile)にも不幸な場面での微笑みなど矛盾するような感情を伴う可能性を指摘し、このような笑いを「偽りの微笑」と称し、感情を伴う純粋な微笑と区別した。一般に、感情を伴う笑いには頬骨筋と眼輪筋の２つの筋肉の不随意的収縮が必要であるが、この「偽りの微笑」においては眼輪筋の活動が見られないのが特徴である。これは、頬骨筋は不随意的にも意図的にも活性化することが可能であるが、眼輪筋にはそれを自らの意思によって活性化する方法がないためである。
笑いは構図（シェーマ）のずれによって生じるとする説があるが、異論もある。例えばコントなどで滑って転ぶ政治家が演じられて笑いが起きたとすると、「政治家は真面目で威厳ある人で、滑って転ぶことなどありえない」という構図を受け手が持っていて、それがずらされたことによって笑いが起きたことになる。しかし、受け手の常識が「政治家に威厳があるとは限らない」「滑って転ぶことは意外な出来事ではない」「政治家が転ぶというネタは目新しいものではない」といったものであった場合、構図のずれが発生しないため笑いは起きない。同じ出来事に対して笑いが起きるかどうかは、受け手の持つ構図にも依存すると言える。
また、笑いは立場によって意味を変える性質がある。ある出来事がある人にとっては面白おかしい出来事であっても、ある人にとっては笑えない出来事であることもある。
さらに、笑いには攻撃的なものと愛他的・親和的なものの二つがあるとされている。しかし、愛他的・親和的であることを意図した笑いであっても、受け取る側は攻撃されたと感じることもある。笑いを分類する心理学研究は、1990年代から2000年を過ぎることまで活況を呈し、多数の心理尺度が作成されたが、笑いを客観的に分類できるとする説には10年以上前から疑問が呈されており、海外の主流な笑い研究では、安易な分類は避ける傾向にある。

## 新生児と笑い
微笑は新生児においても観察され、覚醒時のみならず、睡眠中にも規則的な周期を伴って生起する。これは新生児微笑と呼ばれるもので、養育者の注意を引き関心を維持させる機能を担った生得的行動と推測されている。実際、新生児微笑に対して養育者は高い確率でポジティブな応答を返すことが知られている。このような相互作用の結果、乳児は生後2～3か月の頃から社会的交渉を持つために周囲の者に対して自発的に微笑を向けるようになる（社会的微笑）。
発声を伴う哄笑は生後3.5～4か月で起こるようになる。何らかの外的刺激への反応として生じるもので、社会的微笑から派生したものと考えられている。しかし、笑いを喚起する刺激には驚きや恐怖をもたらす要素が含まれることから、発達的に先行する泣きから派生したものと見る説もある。

## 笑いの研究
- 古代
  - 既に古代ギリシアのプラトンには笑いについての考察がある。アリストテレスは『詩学』の中で喜劇も考察対象にすると書いたが、これは実現しなかったと見られている。
  - 古代ギリシャでは悲劇と喜劇が一作ずつ上演されるのが常であった。
  - 日本の文献で最も古い笑いの記録は岩戸隠れに於いてアメノウズメノミコトが神懸かったり踊っているのを見た神々が笑ったというくだりであろう。古代社会において笑いを含む芸能が、神や支配者を楽しませるもの、奉納するものとしての要素があったことを示している。
  - 考古学的な資料（出土遺物）として、古墳時代の人物埴輪の中に笑った表情の埴輪が見られる。
- 18世紀
  - ドイツの哲学者イマヌエル・カントは「笑いは緊張の緩和から来る」という有名な言葉を残した。
- 19世紀
  - フランスの詩人シャルル・ボードレールは、有意義的滑稽(人間の振る舞いによって引き起こされる普通の笑い)と、絶対的滑稽(グロテスクによって引き起こされる深遠で原始的な笑い)があるとした。
  - スコットランドの哲学者・心理学者アレクサンダー・ベインは、笑いとは、私たちを安心させる些細なこと、卑俗なことに接触による緊張した状態から逃れた状態である。笑わせてくれるまじめさ、荘厳さの形であるとした。
  - イギリスの社会学者ハーバート・スペンサーは、強い感情、精神や肉体という、笑いの一般的な理由として、他の筋肉運動と異なり、特に目的もない筋肉運動から笑いが構成されるということに注目するべきだと主張した。
  - 笑うのは動物の中でもヒトだけであると考えられてきた。しかし、進化論の提唱者であるチャールズ・ダーウィンは、オランウータンやチンパンジーといった類人猿をくすぐると笑い声をあげると書いている。
- 20世紀
  - オーストリアの精神科医ジークムント・フロイトは「ユーモアは自我の不可侵性の貫徹から来る」と説いた。
  - フランスの哲学者アンリ・ベルクソンは自身の研究『笑い』において、ボードヴィル演劇を素材として笑いの原因を考察した。ここでは「笑いは、生命ある人間に機械的なこわばりが生じた結果である。」としている。
  - 日本でも、落語家の桂枝雀が、笑いは緊張の緩和によって起こるという「緊緩理論」を立てている。
  - 笑いには、免疫系のNK細胞（ナチュラルキラー細胞）の活性を高めるなどの健康増進作用があると言われている。
  - オランダの霊長類学者ヤン・ファンフーフは、笑いの起源と進化についての仮説を提唱した。笑いは微笑み（スマイル）と声の伴う笑い（ラフ）の二つに大きく分類でき、スマイルはサルの仲間が自分より強いサルに対してみせる「歯をむき出しにする表情（グリマス）」から、ラフはサルの仲間が遊びにおいてみせる「口をまるくあける表情（プレイ・フェイス）とそれに付随するあえぎ声（プレイ・パント／笑い声）」からそれぞれ進化したという（プレイ・フェイスは霊長類に広く見られるが、笑い声を発する種は限られる）。
- 21世紀
  - 欲求神経学研究センターの小林亮は、脳神経科学の視点から「複数のシナプスタグ開放による記憶の連合と、それに伴う副交感神経系優位」により笑いが生じるとする『記憶の連合理論』を提唱している。この理論は「緊緩理論」と「構図のずれ」を統合する内容であり、知的好奇心を構成する脳のシステムと同一だと考えられるという。[6]

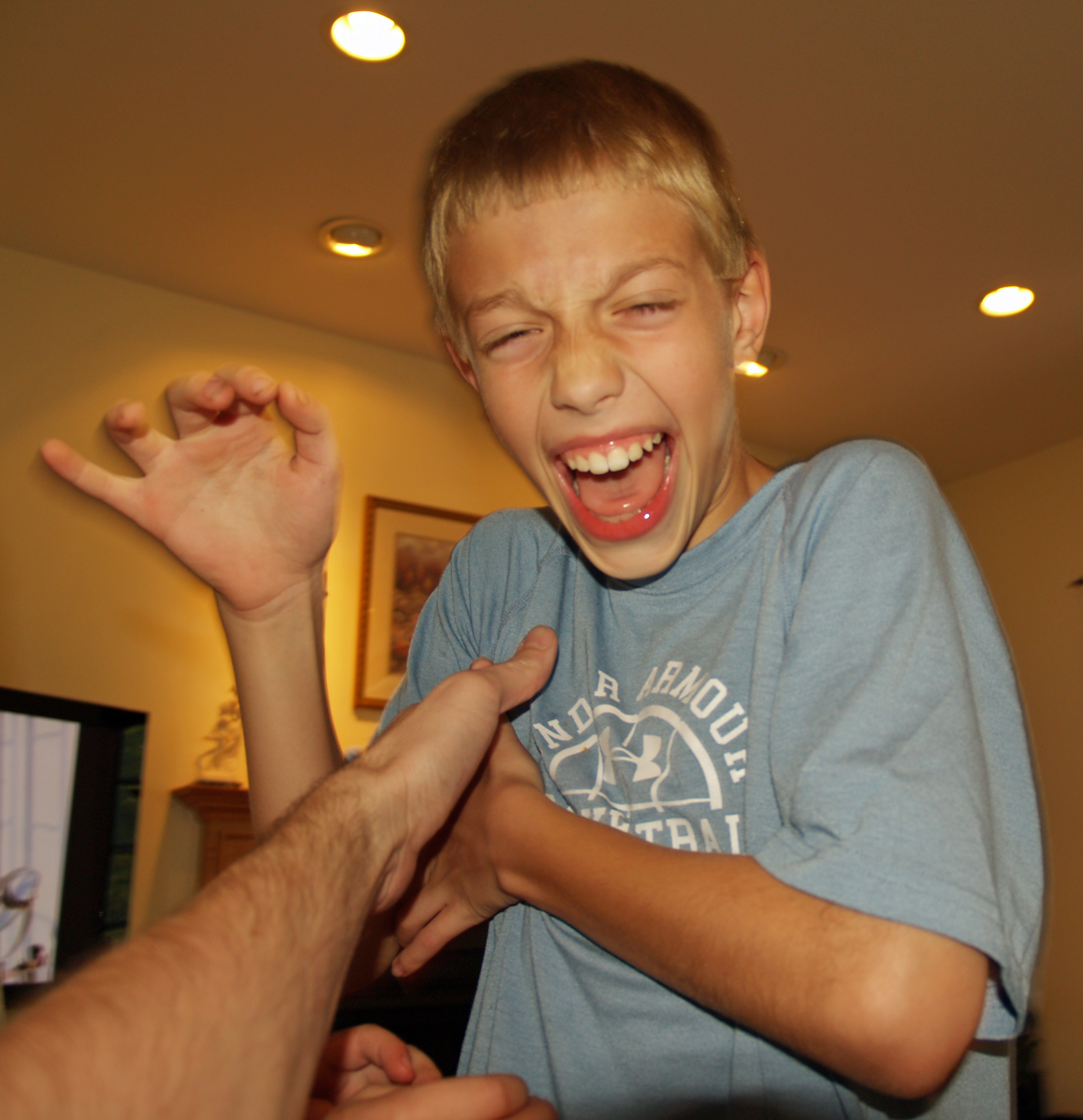
くすぐったいと笑うのは皆同じ

## 人間以外の霊長類の笑い声
チンパンジーや、ゴリラ、ボノボ（ピグミーチンパンジー）、オランウータンなどは、取っ組み合いや追いかけっこ、くすぐりあいなどの遊びにおいて、人間の笑い声に似た声をあげる。また、この種のチンパンジーの行動は、野生状態でも飼育下でも記録されている。くすぐられる、追いかけられるといった受身の側のチンパンジーが笑うことが多い。人間とチンパンジーは、腋の下や腹など、くすぐられた際に笑いが生じやすい体の領域（くすぐったい領域）が共通している。プレイ・フェイスは遊びを誘う時や一人遊びでもよく見られるが、笑い声が起こるのは他者との遊びが始まってからである。チンパンジーは大人になってからも笑う（遊ぶことが減るので頻度は下がる）。人間との相違点として、人間は笑い声が伝染して多数が一斉に笑うことがあるがチンパンジーにはそのようなことが無いということや、野生のチンパンジーには言語によるユーモアや、嘲笑、他者を笑わせる「おどけ」が見られないことなどが指摘されている。また、チンパンジーの笑い声は呼気と吸気が交互に繰り返されることが多い点と、しゃがれ声であるという点で人間の笑い声と音響的に異なる。

## 笑いを取る行動・演芸
- ギャグ
- ジョーク
- 小話
- 落語
- 漫才
- 喜劇（コメディー）
- 狂言
- ギャグ漫画
- 風刺
- ユーモア
- アネクドート
- コミックソング

## 笑いを取る職業

### 職業
- 噺家（落語家）
- 漫才師
- 戯作者
- 喜劇俳優
- 道化師
- 芸人
- お笑いタレント
- コミックバンド

### 著名なコメディアン
- チャールズ・チャップリン
- 志村けん（ザ・ドリフターズ）
- ローワン・アトキンソン
- バスター・キートン
- マルクス兄弟
- モンティ・パイソン
- ハロルド・ロイド

## 笑いに関する表現
- 笑顔
- 爆笑、大爆笑 - その場にいる人の多くが笑うこと
- 苦笑い
- 失笑
- 冷笑
- 照れ笑い
- 微笑
- 哄笑、高笑
- 愛想笑い
- 空笑
- 嘲笑
- 憫笑

## 笑いについての諺・四字熟語
- 破顔一笑
- 呵々大笑
- 抱腹絶倒
- 一笑に付す
- 一笑を買う
- 笑壺に入る
- 笑みの中の刀
- 笑中に刀あり
- 笑いを噛み殺す
- 笑う門には福来る
- 笑い三年泣き三月
- 痘痕も靨(笑窪)
- 目屎鼻屎を笑う
- 樽抜き渋柿を笑う
- 怒れる拳笑面に当たらず
- 来年のことを言うと鬼が笑う

## 笑いの種類
- 含み笑い
- 薄ら笑い
- せせら笑い
- 作り笑い
- 苦笑い
- 思い出し笑い
- 独り笑い
- 高笑い
- 馬鹿笑い
- 追従笑い
- 貰い笑い
- 誘い笑い
- 嘲笑い